# In the Heat of the Night (album)
In The Heat Of The Night – debiutancki album amerykańskiej wokalistki rockowej Pat Benatar, który ukazał się w 1979 roku. Album sprzedał się na całym świecie w ponad dwóch milionach egzemplarzy. W Stanach Zjednoczonych płyta znalazła ponad milion nabywców i zyskała status platynowego krążka. Album stanowi mieszankę muzyki rockowej i popu z elementami punk rocka i new wave. Nagrania wyprodukowane został przez Mike Chapmana (który wcześniej współpracował m.in. z Blondie) i Petera Colemana.

## Lista utworów
| 1.  | Heartbreaker                         | 3:29  |
|     |                                      |       |
| 2.  | I Need A Lover                       | 3:30  |
|     |                                      |       |
| 3.  | If You Think You Know How To Love Me | 4:23  |
|     |                                      |       |
| 4.  | In The Heat Of The Night             | 5:24  |
|     |                                      |       |
| 5.  | My Clone Sleeps Alone                | 3:29  |
|     |                                      |       |
| 6.  | We Live For Love                     | 3:55  |
|     |                                      |       |
| 7.  | Rated X                              | 3:17  |
|     |                                      |       |
| 8.  | Don’t Let It Show                    | 4:04  |
|     |                                      |       |
| 9.  | No You Don’t                         | 3:20  |
|     |                                      |       |
| 10. | So Sincere                           | 3:29  |
|     |                                      |       |
|     |                                      | 38:20 |
|     |                                      |       |

## Wykonawcy
- Pat Benatar – śpiew
- Neil Geraldo – gitara, keyboard, chórki
- Scott St. Clair Sheets – gitara
- Roger Capps – gitara basowa, chórki
- Glen Alexander Hamilton – perkusja

Single
- Heartbreaker #23 US
- I Need A Lover
- If You Think You Know How To Love Me
- We Live For Love #27 US